# Чёрная пятница (1978)
Чёрная пятница (перс. جمعه سیاه‎, Jom’e-ye Siyāh) — название, данное инциденту, произошедшему на площади Жале 8 сентября 1978 г. (17 шахривара 1357 г. по иранскому календарю) в Тегеране, во время которой около 100 человек были убиты шахскими войсками, боле 200 получили ранения. Данное кровопролитие считается поворотным событием иранской революции, положившее конец любой «надежде на компромисс» между протестным движением и монархическим режимом шаха Мохаммеда Реза Пехлеви. Историк Эрванд Абрамян данное событие описывает как «море крови между шахом и народом».
Правительство Джафара Шариф-Эмами, которое было утверждено шахом 27 августа 1978 года, не смогло справиться с нарастающим революционным движением и в итоге в начале ноября оно пало, уступив власть военному правительству Голяма Реза Азхари.

## Предпосылки
4 сентября 1978 г., в день праздника «Ид-аль-Фитр», по договоренности с властями в Тегеране прошла массовая демонстрации оппозиции. Впервые исламскому религиозному празднику была придана политическая окраска. По всей стране в них приняли участие несколько миллионов человек. Вполне понятно, что это было сделано по указанию аятоллы Хомейни. В ходе демонстраций самыми популярными лозунгами протестующих стали: «Аллах акбар, Хомейни рахбар» («Аллах велик, Хомейни — наш вождь!»), «Смерть шаху и империалистам», «Мы требуем исламскую республику». 
Шах, который в этот день организовал прием дипломатического корпуса КНР, был потрясен накалом масштабами протестного движения и страстей демонстрантов. Никогда еще со времен Мосаддыка, критика его персоны не были высказаны со стороны демонстрантов так открыто и прямо.  
Поскольку протесты против шахского режима продолжались весной и летом 1978 года, уступая давлению военных — сторонников «жесткого курса», в 6 часов утра 8 сентября, в ответ на массовые протесты оппозиции против режима, шах объявил военное положение в столице и 11 крупных городах страны. 
Осознав, что его власти угрожает реальная угроза, шах решил действовать решительно и немедленно. Он назначил генерала Голям Али Овейси военным губернатором Тегерана. Спустя несколько часов в Тегеране произошли новые демонстрации – тысячи людей собрались на площади Жале на религиозную демонстрацию, не обращая внимания на то, что утром правительство объявило военное положение.

## Бойня
После того, большая толпа протестующих собралась на площади Жале, шахские солдаты произвели беспорядочную стрельбу по демонстрантам, в результате чего десятки из них погибли.

## Последствия
Считается, что Чёрная пятница ознаменовала точку невозврата для революции, и в конечном итоге ускорила падение монархии через несколько месяцев. Также считается, что Чёрная пятница сыграла решающую роль в дальнейшей радикализации протестного движения, объединив оппозицию шаху и мобилизовав массы. Первоначально оппозиция и западные журналисты утверждали, что иранская армия убила тысячи протестующих. Шиитские священнослужители заявили, что «тысячи демонстрантов были убиты сионистскими войсками».
На следующий день после Чёрной пятницы Амир-Аббас Ховейда подал в отставку с поста министра суда по не связанным с этим причинам.

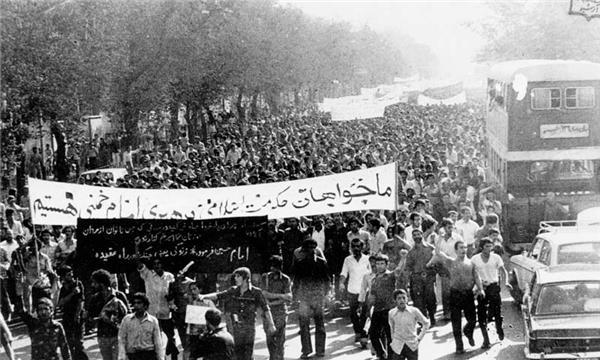
Демонстрация на площиди Жале. Надпись на плакате: «Мы хотим исламское правительство во главе с имамом Хомейни».

Всеобщая забастовка в октябре остановила нефтяную промышленность, которая была необходима для выживания правительственной администрации, «решив судьбу шаха». 3 ноября 1978 г. французская газета «Матэн» писала: «Продолжение забастовок в гораздо большей степени, чем демонстрации, может привести к полному развалу режима». 
Продолжение протестов в конечном итоге привело к тому, что шах покинул Иран в январе 1979 года, расчистив путь иранской революции во главе с аятоллой Рухоллой Хомейни.

## Наследие
Первоначально западные СМИ и оппозиция сообщали о «15 000 убитых и раненых», но официальные лица шахского правительства сообщили, что за весь день в Тегеране погибло 86 человек. По заявлению французского философа Мишеля Фуко, который прибыл в Тегеран 16 сентября с десятидневным визитом, когда восстание только начало набирать обороты, от 2000 до 3000 человек погибли на площади Жале, а позже он увеличил это число до 4000. Корреспондент BBC в Иране Эндрю Уитли сообщил, что на площади Жале погибли сотни людей.
Эмадеддина Баги, бывший исследователь «Фонда мучеников» («Bonyad Shahid», правительственная организация, в задачи которой входило возмещение компенсации семьям жертв прежнего режима), нанятого «для того, чтобы разобраться в данных» о погибших в Чёрную пятницу, заявил, что на площади Жале погибли 64 человека, из них две женщины. В тот же день в других частях столицы в столкновениях с силами правительства погибли 24 человека. В конечном итоге, за весь день 8 сентября погибло 88 человека. По данным другого источника, за этот день погибло 84 человека.
Позднее, власти Исламской республики изменили название площади на «Площадь Мучеников» (Maidan-e Shohada).
С 2000-х годов некоторые бывшие политики периода династии Пехлеви высказывали предположение о большей двусмысленности тогдашней ситуации, в частности о присутствии на анти-шахской демонстрации на площади Жале палестинских партизан. По утверждению исследователя Масуда Мохита, несколько групп палестинских партизанских боевиков незаконно пересекли границу Ирана из Ирака. Более 100 палестинских партизанских бойцов были арестованы службой безопасности САВАК и военными и заключены в тюрьму «Dashteh Mishan» в Хузестане. По его словам, нескольким бойцам, видимо, удалось добраться до Тегерана.

## В искусстве

### На персидском
В 1978 году, вскоре после кровавой бойни, иранский музыкант Хоссейн Ализаде положил на музыку стихотворение Сиаваша Касрайе об этом событии. Мухаммед Реза Шаджарян исполнил пьесу «Jāleh Khun Shod» (Жале [площадь] стало кровавым).

### На английском
Настаран Ахаван, один из выживших той бойне, написал книгу об этом событии. В книге объясняется, как автор оказался в толпе тысяч разгневанных протестующих, которые позже были убиты шахскими военными. Приключенческая игра 2016 года «1979 Revolution: Black Friday» основана на данном событии. Автор видеоигры Навид Хонсари, который во время революции был ребенком признал, что не имел реалистичного представления о происходящем. Хонсари описал создание игры как «[желание], чтобы люди почувствовали страсть и восторг от революции – ощущение того, что вы можете что-то изменить».